# カトリコス

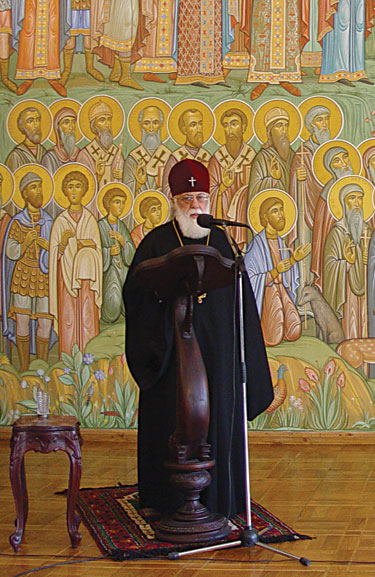
全ジョージアのカトリコス総主教: イリア2世

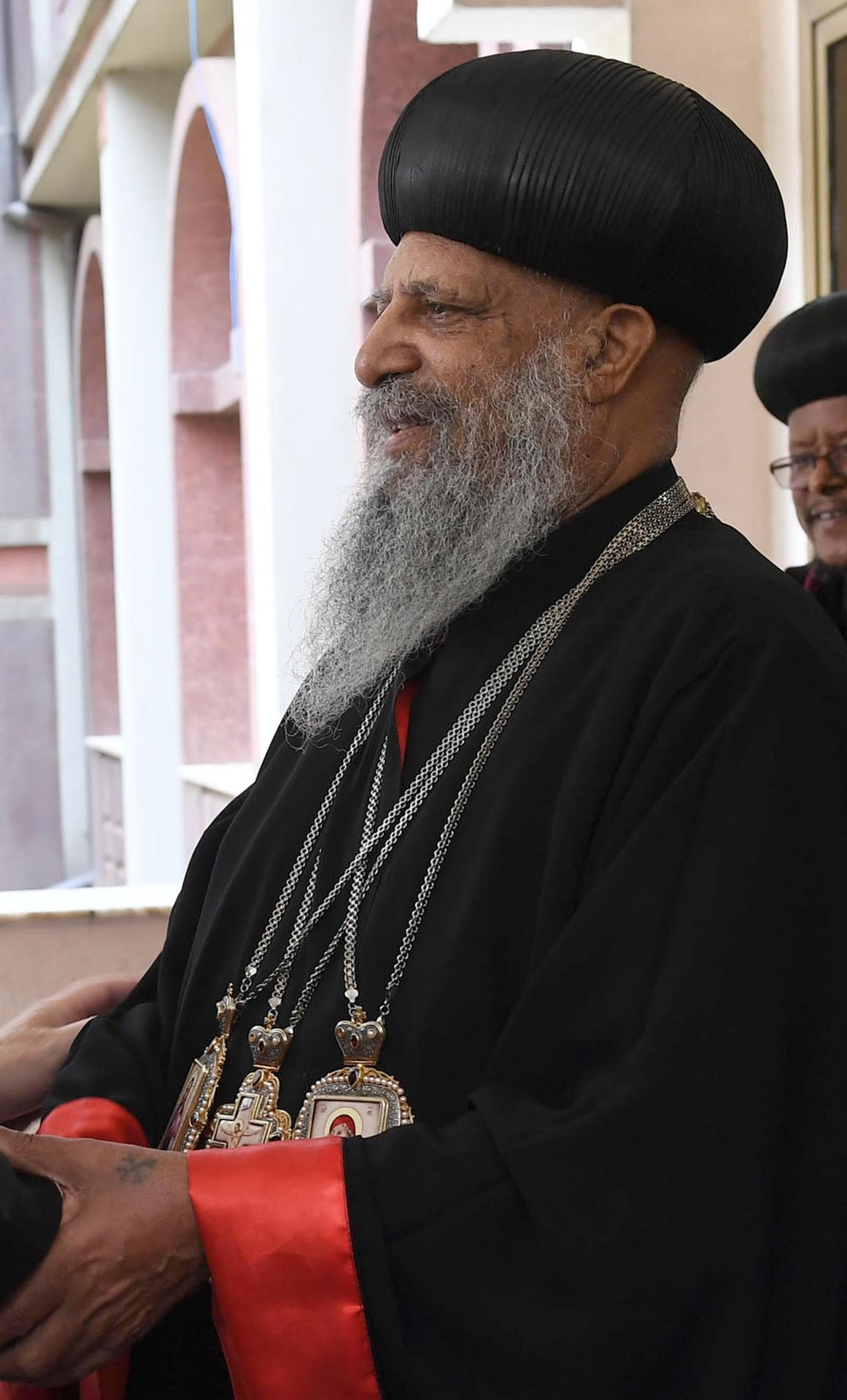
エチオピアの総主教カトリコス: アブネ・マティアス

カトリコス（ギリシア語: Καθολικος, ロシア語: Католикос, 英語: Catholicos）は、東方教会（正教会、東方諸教会、東方典礼カトリック教会）における主教（司教）の位の一つ。
"Καθολικος"（古典再建音一例: カトリコス、現代ギリシア語転写一例: カソリコス）は、新約聖書時代のギリシア語でも現代ギリシア語でも「一般的な」といった意味をもつ形容詞でもあり、さらには公同の教会に言及する際などにも用いられる語彙であるが、本項では東方教会における職位を扱う。

## 東方教会における職位
カトリコスは特定教会組織の首座主教、もしくは重要な教区の主教が保持する称号である。総主教位と組み合わせて保持されるケースもあれば、単独でカトリコスという称号のみを有する場合もある。
正教会では、グルジア正教会の首座主教である全ジョージアのカトリコス総主教がこのタイトルを有している。非カルケドン派であるアルメニア使徒教会・シリア正教会・エチオピア正教会にも「カトリコス」の称号を有する主教が存在するほか、東方典礼カトリック教会、アッシリア教会にも「カトリコス」の称号を有する主教（司教）が存在する。
このうち、「カトリコス」と「総主教 (Patriarch)」の称号が組み合わせて使われているのは、正教会の全グルジアのカトリコス総主教（英語: Catholicos-Patriarch of All Georgia, グルジア正教会の首座主教）と、非カルケドン派のエチオピアの総主教カトリコス（英語: Patriarch and Catholicos of Ethiopia, エチオピア正教会の首座主教）である。